# ZFYVE27
ZFYVE27‏ (Zinc finger FYVE-type containing 27) هوَ بروتين يُشَفر بواسطة جين ZFYVE27 في الإنسان.